# SV Eintracht Gommern
Der SV Eintracht Gommern ist ein Sportverein in der nahe Magdeburg gelegenen Kleinstadt Gommern im Bundesland Sachsen-Anhalt. Der Verein ist mit 900 Mitgliedern und zwölf Sportabteilungen der größte Sportverein im Landkreis Jerichower Land. Er bietet u. a. die Sportarten Fußball, Handball, Volleyball, Leichtathletik, Tischtennis und Kegeln an.

## Vereinsgeschichte
Der SV Eintracht führt seine Geschichte bis auf den 1865 gegründeten Gommeraner Männer-Turn-Verein und den 1925 entstandenen Fußballverein VfB Gommern zurück. Beide Vereine wurden nach dem Zweiten Weltkrieg im Rahmen des von der sowjetischen Besatzungsmacht veranlassten allgemeinen Vereinsverbots 1945 aufgelöst. Zunächst wurden Sportwettkämpfe nur auf Stadt- und Kreisebene zugelassen und dazu die Bildung lose organisierter Sportgemeinschaften erlaubt. Auch in Gommern wurde eine solche Sportgemeinschaft gegründet, die hauptsächlich Fußballspiele organisierte. Nachdem der Sportverkehr in Ostdeutschland wieder überregional durchgeführt werden konnte, nahm die Sportgemeinschaft festere organisatorische Formen an und gab sich am 28. November 1948 den Namen Eintracht Gommern.
Zur gleichen Zeit wurde in Ostdeutschland der Sport in Form von Betriebssportgemeinschaften (BSG) neu organisiert, jeder größere Betrieb wurde verpflichtet, für seine Mitarbeiter eine solche BSG einzurichten. Nach Kontaktaufnahme zwischen der SG Eintracht und dem in Gommern ansässigen Geologie-Ausrüstungswerk wurde am 27. Juni 1953 die BSG Aktivist Gommern mit dem Geologiewerk als Trägerbetrieb gegründet. Die BSG begann mit 220 Mitgliedern und richtete Sportsektionen für Fußball, Kegeln, Schach, Tischtennis und Turnen ein. Im Laufe der Jahre kamen noch die Sportarten Judo, Handball, Leichtathletik und Volleyball hinzu. Mit Hilfe des Trägerbetriebes wurde das Sportforum Gommern errichtet, das mit der Einweihung der Sporthalle am 13. Dezember 1974 endgültig fertiggestellt war. Zur Anlage gehörten drei Sportplätze, zwei Sporthallen und eine computergestützte 4-Bahnen-Kegelanlage. Die BSG Aktivist entwickelte sich mit 950 Mitgliedern zur zweitgrößten Sportgemeinschaft des Kreises Burg.
Bedingt durch die Veränderung der wirtschaftlichen Verhältnisse infolge der politischen Wende von 1989 stellte der Trägerbetrieb seine Unterstützung für die BSG ein. Da gleichzeitig in Ostdeutschland wieder bürgerliche Vereine gegründet werden konnten, gründeten Mitglieder der BSG Aktivist am 27. September 1990 den eingetragenen Verein Sportverein Eintracht Gommern.

## Entwicklung des Fußballsports
Bis zum Ende des Zweiten Weltkriegs spielte der Fußball in Gommern eine untergeordnete Rolle. Die nach dem Krieg gegründete SG Gommern beteiligte sich 1947/48 an der Landesmeisterschaft in Sachsen-Anhalt, konnte sich mit Platz 5 in der Bezirksstaffel Magdeburg aber weder für die Fußball-Ostzonenmeisterschaft 1948 noch für die Landesmeisterschaft der folgenden Saison qualifizieren. Auch nach Einführung der neuen Fußball-Ligen auf DDR- und Bezirksebene blieb die BSG Aktivist zunächst unter der Ebene der dritt- bzw. zeitweilig viertklassigen Bezirksliga. Erst 1961 gelang der Aufstieg in die zu dieser Zeit noch viertklassigen Bezirksliga Magdeburg. Wegen der Reduzierung der Bezirksliga von zwei auf eine Staffel musste die BSG trotz eines 10. Ranges bereits nach einem Jahr wieder absteigen. Es gelang jedoch der sofortige Wiederaufstieg, und anschließend war Aktivist Gommern mit Ausnahme der Spielzeiten 1969/70 und 1970/71, bedingt durch einen erneuten Abstieg, bis 1982 in der nun drittklassigen Bezirksliga vertreten. 1975 und 1977 scheiterte Gommern jeweils mit Platz 2 knapp an der Bezirksmeisterschaft. 1982 wurde die BSG Aktivist Tabellenletzter und musste zum dritten Mal aus der Bezirksliga absteigen und schaffte danach bis zum Ende des DDR-Fußballspielbetriebes 1990 nicht mehr den Wiederaufstieg.
Viermal konnte sich die BSG Aktivist Gommern für den DDR-weiten FDGB-Fußballpokal-Wettbewerb qualifizieren. Bis auf 1960, als die Mannschaft erst in der zweiten Pokalrunde am Drittligisten Vorwärts Leipzig scheiterte, kam die BSG nicht über die erste Runde hinaus:
| 1958: | Aktivist Gommern – Motor Altenburg 2:4                  |
| 1960: | Aktivist Gommern – Chemie Wittenberge 3:1               |
|       | Aktivist Gommern – Vorwärts Leipzig 0:1                 |
| 1977: | Aktivist Gommern – Chemie Veritas Wittenberge 5:7 n. V. |
| 1983: | Aktivist Gommern – Stahl Thale 1:2                      |

Nach Einführung des DFB-Spielsystems in Ostdeutschland 1991 erreichte der SV Eintracht bisher nicht das Niveau der Verbandsliga. 2001 stieg die Mannschaft in die damals sechstklassige Landesliga auf, aus der sie nach der Saison 2008/09 in die 8. Liga Landesklasse abstieg. 2008 beteiligte sich die Abteilung Fußball mit zwei Männer- und sechs Nachwuchsmannschaften am Fußballspielbetrieb.

## Personen von besonderer Bedeutung
Der bekannteste Sportler aus den Reihen der BSG Aktivist ist Martin Hoffmann, 66-maliger Fußball-Nationalspieler der DDR, Goldmedaillengewinner 1976, Europokalgewinner 1974, dreifacher DDR-Meister und fünffacher DDR-Pokalsieger mit dem 1. FC Magdeburg. Auch Uwe Grüning wechselte von Aktivist Gommern zum 1. FC Magdeburg und absolvierte dort 35 Spiele mit der Juniorennationalmannschaft und 19 Spiele in der DDR-Oberliga.
Auch die mit mehreren DDR-Meistertiteln im Tischtennis erfolgreiche Dagmar Fischer-Mestchen begann ihre Karriere bei Aktivist Gommern.